# Altinum
Altinum (italijansko Altino)  je bilo  antično venetsko obalno mesto v lagunah 15 km jugovzhodno od sodobnega Trevisa, Italija. Stalo je ob ustju reke Silis. Ko ga je okoli leta 452 uničil Atila, so ga prebivalci začeli zapuščati in iskati zatočišča na otokih v lagunah, kot sta na primer Torcello in Burano, kjer so se kasneje razvile Benetke. 
Sedanji Altino ima kakšnih sto prebivalcev in zgodovinski muzej.

## Zgodovina
Najdbe na  nekropoli in venetski pogrebni napisi kažejo, da je bilo mesto naseljeno že v 5. stoletju pr. n. št. Najstarejši sledovi naselitve so iz  6. tisočletja pr. n. št.
Mesto je postalo pomembno z romanizacijo regije in izgradnjo ceste Via Annia (131 pr. n. št.), ki je skozi Altinum povezovala Atrio (Adria) in Aquileio (Oglej). Ob koncu Rimske republike je Altinum postal municipij, katerega prebivalci so bili iz rimskega plemena Scaptia. Cesar Avgust in njegovi nasledniki so še povečali pomen mesta z izgradnje ceste Via Claudia Augusta, ki se je začela v Altinu in končala 500 km severno na donavskem limesu v Augusti Vindelicorum, sedanjem Augsburgu, Nemčija. Rimski pesnik Martial vile v Altinu primerja s tistimi v Bajah pri Neaplju. Strabon je zapisal: "Tudi Altinum je v močvirju, podobno kot Ravena. Njegovi kanali so ob plimi poplavljeni, zato je velik del okolice mesta izpostavljen poplavam".
V Altinu je leta 169 umrl rimski socesar Lucij Ver.
V 5. stoletju je postal sedež škofije. Prvi škof je bil Heliodor Altinski. Zdaj je samo še naslovni sedež.
Okoli leta 452 je mesto zasedel Atila in večino mesta požgal. Požgal je tudi druga bližnja mesta. Begunci so se zatekli na otoke v lagunah in se tam naselili. Iz njihovih naselij so se razvile Benetke.
Leta 568 so Altinum podjarmili Langobardi. Njihova oblast je sprožila nov val selitve prebivalstva v Beneško laguno. Katoliška škofija se je leta 647 preselila v Torcello. Altinum in njegovo okolico so v 10.-11. stoletju zapustili še zadnji prebivalci. Prvi novi naseljenci so se vrnili v 15. stoletju na mesto, ki se je kasneje razvilo v Quarto d'Altino. 

## Odkritje mesta
Altinum ni bil nikoli povsem pozabljen, predvsem zaradi naključnih najdb in starih zgradb, katerih gradivo so uporabili za gradnjo novih. Zadnji ostanki Altina so nazadnje utonili v mulju in izginili. 
Zgodovinske in arheološke raziskave so se začele potem, ko so na začetku 20. stoletja začeli izsuševati močvirja. Z izkopavanji in snemanjem iz zraka so locirali nekaj zgradb:  del obrambnega obzidja, mestna vrata, zasebne hiše, del pristanišča in del javnih cest, ki so vodile v mesto. 
V suši leta 2007 so se na poljih soje in koruze pokazali ostanki opečnatih zidov in temelji zgradb. Leta 2008/2009 so to področje raziskali s kombinacijo vidne in skoraj infrardeče fotografije. Posnetki so razkrili tradicionalen rimski mrežast tloris mesta, kanal skozi mesto, obrise gledališča in drugih javnih zgradb. Andrea Ninfo je s pomočjo sodelavcev z univerze v Padovi popolnoma rekonstruiral načrt mesta ter mrežo kanalov in jarkov za odvajanje vode. 